# Langaj
Langaj (auch: Langay; von französisch „langue“ für „Sprache“) ist die haitianische Voodoo-Kultursprache.

## Herkunft und Verwendung
Langaj besteht aus einem speziellen Wortschatz, der in Haiti für spirituelle Handlungen, Gesang und Tanz des Voodoo-Kults verwendet wird. Die Bestandteile von Langaj sind der westafrikanischen Sprache Fon entlehnt und mit dem Sklavenhandel nach Haiti gekommen.
Es handelt sich nicht um eine wirkliche Sprache, sondern um eine Zusammenstellung von Ausdrücken, die in Liedern und Beschwörungsformeln vorkommen.
Langaj wird in haitianischen Voodoo-Zeremonien verwendet. Die tiefere Bedeutung der Begriffe erschließt sich nur denjenigen, die in das Voodoo Ritual eingeführt sind.